# Gustaf Heidenfelt
Gustaf Heidenfelt, född omkring 1635 i Hedemora, död efter 1703, var en svensk militär.
Gustaf Heidenfelt var son till rådmannen och gästgivaren i Hedemora Erik Eriksson och en utomäktenskaplig dotter till Lars Skytte. Han kom i tjänst 1655, blev fänrik vid Rosenschantz regemente 1658, löjtnant vid Bülows regemente 1660, var löjtnant vid Kronobergs regemente 1663–1669 och regementskvartermästare vid de skånska garnisonerna 1667. Heidenfelt blev kapten vid Kronobergs regemente 1669, kapten vid Västerbottens regemente 1671, var kommendant på Borgholm 1676, generaladjutant vid den till Blekinge detacherade armén samma år och överstelöjtnant vid Dalregementet samma år. Han adlades 1677 och introducerades på riddarhuset samma år. Heidenfelt var överste och chef för Dalregementet 1696–1703 och chef för Kronobergs regemente 1696–1703, varpå han erhöll avsked.